# توماس فابيانو
توماس فابيانو (بالإيطالية: Thomas Fabbiano)‏ مواليد 26 مايو 1989 في غروتاليي، إيطاليا، هو لاعب كرة مضرب إيطالي يلعب باليد اليمنى ويحتل حالياً المرتبة رقم. 126 (29 فبراير 2016) في تصنيف رابطة محترفي كرة المضرب. أعلى تصنيف له في الفردي كان المركز الـ 126 في سنة 2016. أعلى تصنيف له في الزوجي كان المركز الـ 208 في سنة 2009.

## روابط خارجية
- توماس فابيانو على موقع رابطة محترفي التنس (الإنجليزية)
- توماس فابيانو على موقع الاتحاد الدولي لكرة المضرب (الإنجليزية)
- توماس فابيانو على موقع خلاصة التنس.كوم (الإنجليزية)
- توماس فابيانو على موقع إي إس بي إن.كوم (الإنجليزية)
- توماس فابيانو على موقع أوليمبيديا (الإنجليزية)